# NGC 1259
NGC 1259 je galaksija u zviježđu Perzej.

## Vanjske poveznice
- SEDS: NGC 1259